# 聖神修院
聖神修院是香港一座富歷史的修道院，屬於天主教香港教區，是培育有志獻身服務教區的青年成為神父的地方。
聖神修院位於香港深灣惠福道6號，原址屬創辦於1931年的華南總修院（英語：South China Regional Seminary/Regional Seminary of South China）。華南總修院於香港日佔時期曾一度停辦，復辦後又因1949年中华人民共和国成立 ，華南地區沒有修士前來而停辦。羅馬教廷傳信部於1964年將華南總修院移交予香港教區管理。同年，原址位於薄扶林太古樓、一塊由巴黎外方傳教會所捐獻的土地的聖神修院（於1957年成立）遷入華南總修院原址發展。
聖神修院現時除了是香港訓練天主教神職人員的重要地方外，也為教友提供神哲學培訓、图书館、朝聖及參觀導賞等服務，以及開放教區文物室予已預約人士。
聖神修院平日不對外開放。

## 歷史

### 華南總修院時期

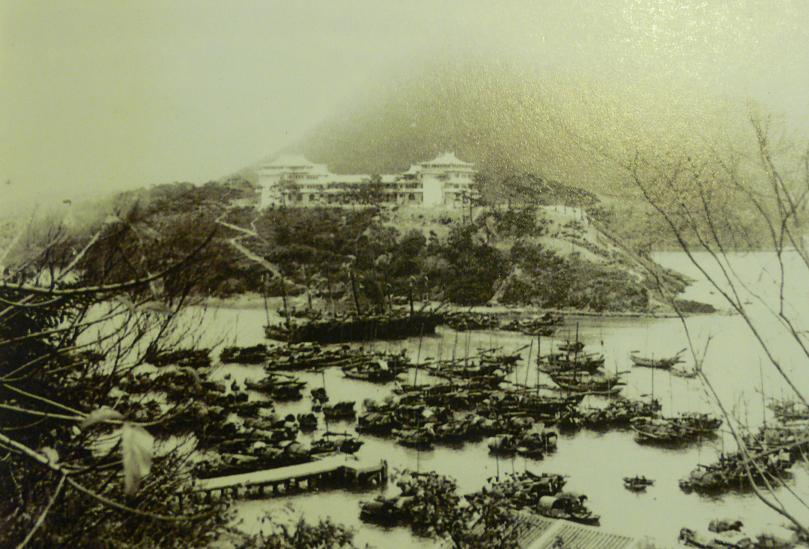
1930年代的華南總修院

#### 需求及議決
在1900年以後，香港的天主教教育步入了正軌，而聖召人數也增多了。教會要為意欲成為司鐸的青年提供適當的教育。初中的教育可以透過小修院進行。小修院的修生增長得很快的要把大修院的修生擠出去了。主教座堂旁的房子本可收容小修生，而修院方面實在需要多一幢的樓宇去供大修生用七年來讀畢哲學和神學。然而，對牧區而言，為了少數的大修生而準備適當的教員是困難的。而中國其他地區亦在面對同樣的問題。以往在澳門和檳城的大修院都為周圍教區的修生提供教育，亦有好些修生被送往羅馬或歐洲受訓。然而，隨著大修生的人數上升，要有另外的方法了。最後，華南眾牧區認為需將各地的大修院合成一所，而新的大修院不是只為一個牧區服務，而是為整個地區服務。
1922年，首任宗座駐華代表剛恆毅總主教已有意在香港成立一所總修院，以便培訓華南地區有意修道的青年。1924年， 剛恆毅總主教在上海召開第一屆中國天主教會議，會議的其中一項議決為在中国全國成立共14所總修院。華南總修院即為1936年前成立的十一所總修院的其中一所。相比起其他中國國內，於中華人民共和國成立後一兩年間停辦的總修院，華南總修院從1931年10月開課至1964年移交予天主教香港教區為此，共歷33年，是當中辦學年期最久的一所。

#### 選址
剛恆毅總主教遞予教廷傳信部的書信表示當時的香港總督金文泰願意為修院地皮及其他有關事項，以及提供「有關的便利」。他在信中亦曾表現他視察過香港郊區的一些土地，他記述「......位於山腳，地點甚佳，且離市區不遠，海陸交通都很方便。」若要購買那塊面積共十萬平方公呎的土地，剛恆毅總主教推測約需美金3000元。
他亦向傳信部表示那時為相當適合建院的時機，更清楚指出無論香港發生甚麼政治或經濟危機，香港仍會受英国管轄，所以推論香港乃安全之地；在此地建院亦能方便接觸各華南代牧區，而且也不會牽涉任何政治性的問題。而當時的主教們亦認同在香港建立總修院最佳的培訓條件予有志於訓導及牧養教眾的人士。但需一提的是，當時在政治不穩的中國大陸仍有十所總修院相繼落成。
另有說法指華南總修院選址於香港是由於當時適合於華南建立總修院的城市只有廣州，但廣州代牧區是由法国的巴黎外方傳教會所牧養，而當時的法國政府一直反對羅馬教廷與中國建立外交關係，若華南總修院建於廣州，運作必會受制於法國政府，而在香港建院則恰好可以迴避這個政治問題。

#### 購地

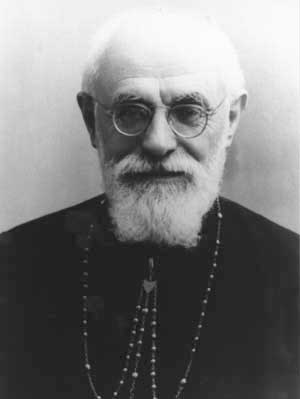
恩理覺主教

香港宗座代牧區的恩理覺主教於1927年3月11日首次去信予當時的香港總督金文泰表明剛恆毅總主教欲於香港建一總修院之意。信中亦表示經過選擇後，恩主教希望在香港南區香港仔深灣墳場鄰近一帶購地以建修院，而預算的購地及建築成本將為二十萬港元。在後來的信件中，恩主教表示將以每英畝1000港元的價錢購入，而餘款亦會於3年的年期內償還。
由於該地段位近墳場，亦有墳地可能位於地段內，政府首先派遣東華醫院之人員前往墳地考察，但該地樹木叢生，有好些墓碑已不能認清被葬者為誰。由於當時東華三院之人員正忙於處理於馬頭圍之起墳工程，故在修院地段內之墳墓只有留至1928年之清明節後再作打算。
1927年12月22日，地段正式通過將以私人合約的形式售出。而東華醫院有關方面亦於1928年3月9日指出起墳工程將於該年的清明節前完成。同年7月30日，政府有關方面將地皮之售價定為6400港元，而界石之費用則為31.25港元，費用合共為6431.25港元，而每年需繳交的地稅為640港元。恩主教雖以土地為教育用途為由去信申請只需繳交「象徵性的地稅（a nominal Crown Rent）」，不果。最後，香港南區香港仔深灣墳場鄰近一帶的鄉郊建屋地段315號於1928年9月3日售予香港宗座代牧區。
關於當時購地的情況，現時的聖神修院則在2009年12月13日的《公教報》中流出一個說法，指當時覓地困難，樞機及主教便發了起一個一百八十天的敬禮，叫信友們向聖女小德蘭祈禱，祈求這位傳教區的主保賜恩，使修院能順利建成，並許下諾言，如聖女助佑，修院將奉她為主保，每年於其瞻禮舉行大禮彌撒，以示謝意。最後修院於1930年10月3日，即聖女小德蘭瞻禮啟用。據當時《公教報》所述，當時立下的羊皮諭旨乃存於拉丁文石碑之後，直到今天。唯根據田英傑神父所著之《香港天主教掌故》，恩主教是在1927年12月25日和幾位耶穌會神父視察黃竹坑的土地時，一致認為是合適的地點，並許下了三個諾言，分別是把未來修院的聖堂獻於中華聖母、在五年內每月朝拜聖體一小時以及每年隆重慶祝聖女小德蘭瞻禮。1930年10月3日是華南總修院的奠基儀式，而1931年11月1日，即諸聖瞻禮日，華南總修院才正式開幕，並奉獻於中華聖母。而石碑內的羊皮卷，根據《香港天主教掌故》引述的教區檔案，上面所寫的是建築師的資料。

#### 建設

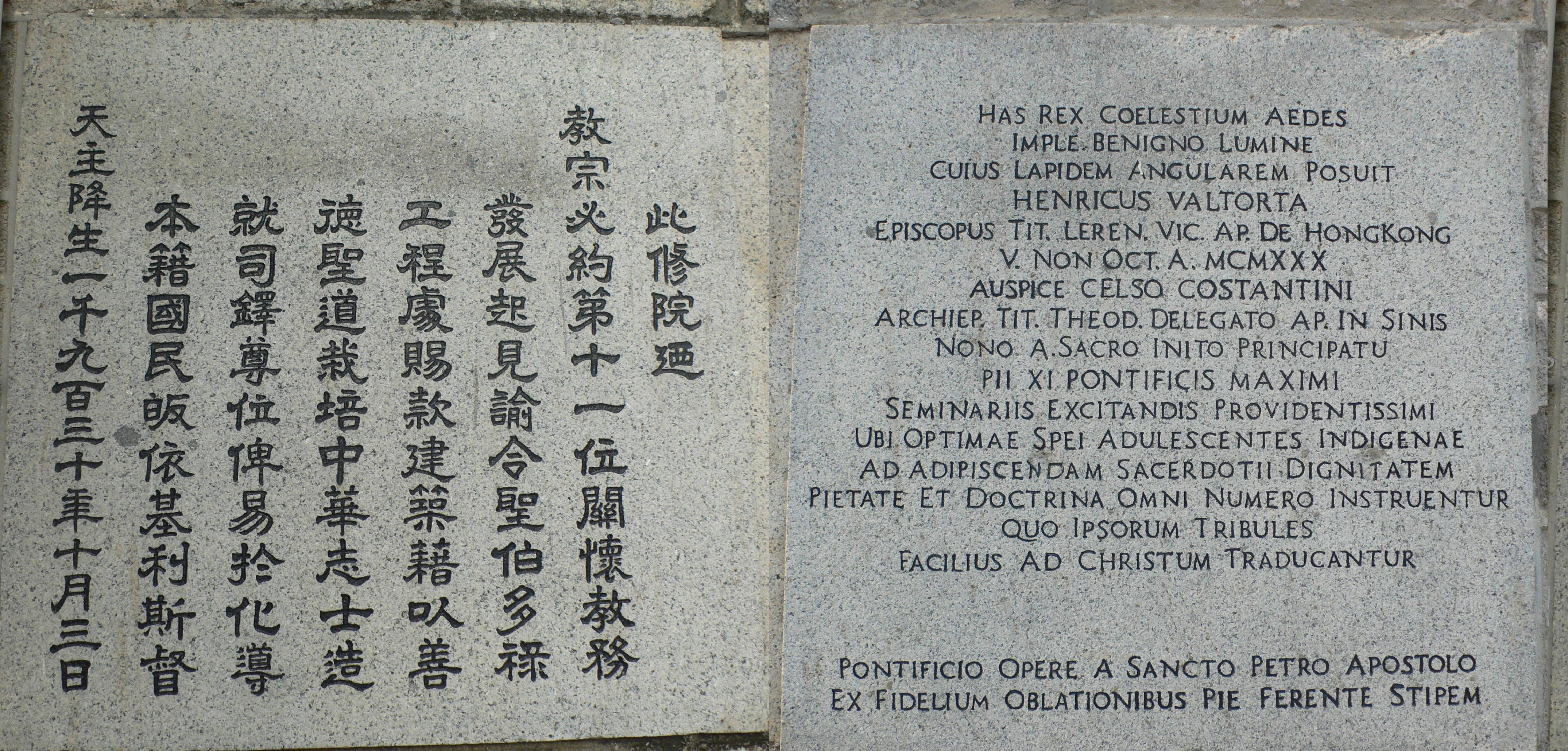
聖神修院的兩塊基石：左方的一塊為中文，右方的一塊為拉丁文（剪接圖片）

在總修院建築時，聖伯多祿工程處先行負責興建華南總修院的全部費用，然後各涉及的教區及修會將會在之後的二十年內分期攤還所有費用——於1926年先支付地價，在之後的日子再支付其餘費用。由於主催建立華南總修院的決策者為教廷傳信部，因此除了有份保送修生來受培育的教區外，傳信部亦會負擔一部份支出。而由於華南總修院的主權屬教廷傳信部，傳信部也要沒有財力的代牧區承擔經費。
但最終經費仍不足以將計劃中之修院完全建成，而只能完成原先計劃中的四合院設計的3分之1。
在人手方面，剛恆毅總主教起先希望華南總修院由道明會（当时负责在福建省的几个教区）管理，但遭到拒絕；最後總修院被委托由愛爾蘭耶穌會管理，所以日後的六名院長均為愛爾蘭籍耶穌會士。耶穌會之後在主持華南總修院的三十四年間，沒有要求當中的修生轉入耶穌會，亦沒有派遣修生到華南總修院攻讀。

#### 生活經費
各在華南總修院的修生的生活費用均由派出之教區及修會承擔，而教廷傳信部亦會給予各教區及教區撥款及津貼。自1949年後中國大陸的政權變更，不少的修士南湧至華南總修院，除了之前所提及來自傳信部及教區的財力支援外，總修院亦為部份修士尋找捐助者以支持院中修生的生活，其中生活費及學費會直接支付到總修院，而零用錢則交予修生。基本上，修生在進入修院後是不用再花錢的，而院方亦不希望修生在日常生活之外再花金錢，以訓練修生節儉。零用錢會由校方供給，實報實銷。但亦有一些來自香港的修生自備零用錢，能買一些日用品。至於北方來的修生如果沒有零用錢則將所需的日用品列成清單，交了院長，再由校內工友購買，費用則在修院中報銷。修生若從家中帶來零用錢，則會交由院方保管，於放假時發還，供回修生自己使用。修院亦容許修生的家人支令零用錢。至於有捐助者的修生，有時在來自捐助者的信中亦會收到零用錢。

#### 晉鐸及晉牧
華南總修院34年間共有230位畢業生成功晉鐸，第一批晉鐸的神父有馮息堯、劉榮耀和葉蔭雲（於1934年晉鐸）。眾畢業生當中出了一位樞機（前香港教區胡振中樞機）、一位總主教（前古晉教區總主教鍾萬庭總主教）、15位教區主教或輔理主教。具有主教職務而未曾有主教職份（如監牧、教區長或教區署理）的畢業生則有七人。
有不少在第二次国共内战爆發之前晉鐸的中國神父後來回到中國大陸服務，有一些在1949年之後才來修讀的修生也有不少在學成後返回國內。到了1950年代，不少學成後的修生不能返回中國大陸，故留在香港，一部份的神父名義上仍屬原有的教區，工作上則借予香港教區，而他們的生活費則由原本的修會負責。到了1970年，香港教區主教徐誠斌主教宣佈歡迎所有居於香港的華南總修院畢業生全部改屬香港教區聖職班，華南總修院畢業生外借予香港教區的情形才告結束。
華南總修院的畢業生除了外借予香港教區一途外，亦可選擇轉往其他教區，不過不同於一般的例子，華南總修院的畢業生若要轉往其他教區，除了要有本人、舊教區及新教區的同意外，亦要有教廷傳信部的同意。

#### 停辦
雖然華南總修院於1945年後復辦，但由於自1949年中華人民共和國成立後華南地區再也沒有選派修士前來，所以羅馬教廷傳信部於1964年將華南總修院的院址交由香港教區管理，當時原位於薄扶林太古樓一塊由巴黎外方傳教會所捐獻的土地的聖神修院就此遷入華南總修院原址發展。雖然由耶穌會管理的華南總修院就此停辦，但耶穌會士們依然有在這新成立的教區修院中任教授職，扮演著重要的角色。至2009年，仍有三位耶穌會會士於聖神修院任教。
在華南總修院運作的三十三年間，共歷六任院長，列舉如下﹕
| 姓名                                    | 任期          |
| --------------------------------------- | ------------- |
| 康寧神父 （Fr. T. Cooney, SJ）          | 1931年-1937年 |
| 馬良神父 （Fr. J. O'Meara, SJ）         | 1937年-1947年 |
| 夏神父 （Fr. Richard Harris, SJ）       | 1947年-1951年 |
| 倫若瑟神父 （Fr. Joseph Garland, SJ）   | 1951年-1957年 |
| 黃永耀神父 （Fr. John Wood, SJ）        | 1957年-1963年 |
| 科利神父 （Fr. John Foley, SJ）（代理） | 1963年-1964年 |

### 聖神修院時期

#### 遷入
成立於1957年的聖神修院本位於香港島薄扶林一幅由巴黎外方傳教會所提供的一塊土地上。羅馬教廷於1964年將華南總修院的院址交由天主教香港教區管理，而聖神修院就此遷入發展，而神職人員之培訓亦就此漸趨本地化。修院在2009年時有修生十五名，但屬天主教香港教區的只有十一名。2010年時有十六位來自香港、澳門、墨西哥和越南的修生。

#### 教學發展

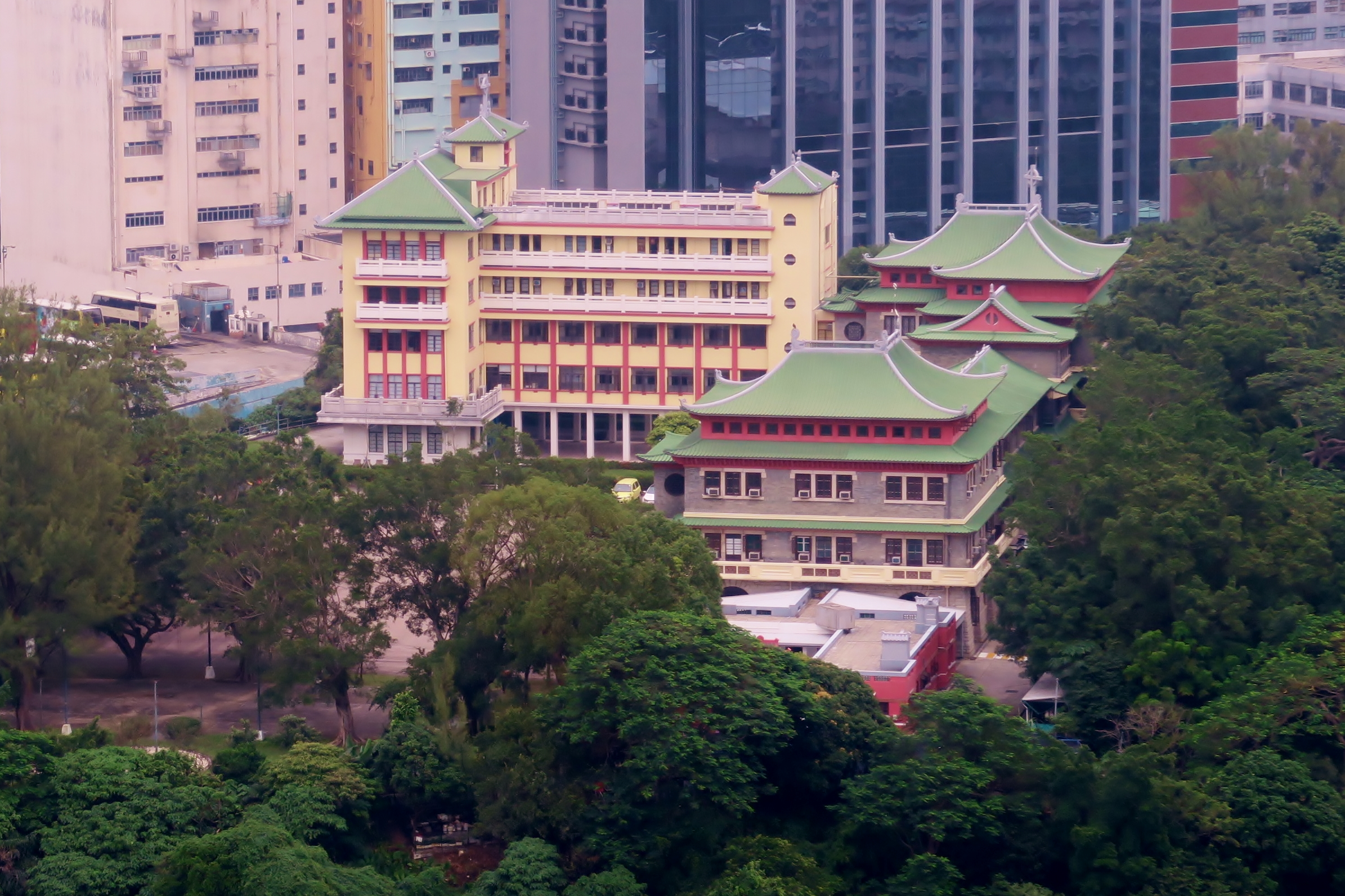
聖神修院烏瞰圖 - 攝於鴨脷洲

聖神修院神哲學院（Holy Spirit Seminary College of Theology & Philosophy, HSSC 或 HSSCTP 或 HSSCol）於1970年成立。起初由香港教區、澳門教區、耶穌會和慈幼會合辦（1985年再邀得方濟會加入）並於1973年起接受信徒入讀。自此，修院由專職培訓神職人員，發展成同時為教友提供進修機會的地方。神哲學院的神學部及哲學部先後於1974年至1976年間成為羅馬宗座傳信大學屬校。宗教學部亦於1989年成立，同樣地獲得宗座傳信大學神學院的認可。其後，神學部於1994年取得了宗座傳信大學的同意，開始一個為期兩年的神學碩士學位課程，因此神學部需從宗座傳信大學附屬學院的地位提升為該大學的成員學院；最後，公教教育部於1997年終於批准神學部升格的申請。

#### 課程
現時，聖神修院神哲學院（Holy Spirit Seminary College of Theology & Philosophy, HSSC 或 HSSCTP 或 HSSCol）為一般教友提供神學學士學位課程、哲學學士學位課程及宗教學學士學位課程，課程收費每年為港幣9000元，或以每學分400港元計算。
在碩士課程方面，聖神修院亦為所有天主教神父、終身執事、修女、修士和教友提供神學碩士學位課程，但申請者必須先擁有「榮譽」（Cum Laude）神學學士學位；而不符合此條件者，將由校長成立之入學委員會決定是否接受其申請。每學分收費為港幣450元，不設旁聽。
準備晉鐸，而無意立即繼續神學碩士課程之教區修士和修會修士，亦可以考慮報讀牧職年課程。攻讀神學碩士課程的修士須在兩年內，以部份時間形式修讀必修科中之主要科。為了回應教區目前及日後的需要，此課程除了開放予修士外亦開放予牧民小組成員、修女、牧民工作者、傳道員及終身執事等人士。全科生最快可用一年可完成牧職年課程，課程完成後會獲授學院頒授畢業証書。
聖神修院神哲學院亦與聖方濟各大學合辦兩年制「天主教學校宗教及道德教育文憑（Postgraduate Diploma in Religious and Moral Education in Catholic Schools），是唯一獲天主教香港教區正式認可的宗教及倫理學師資培訓課程。

## 建築

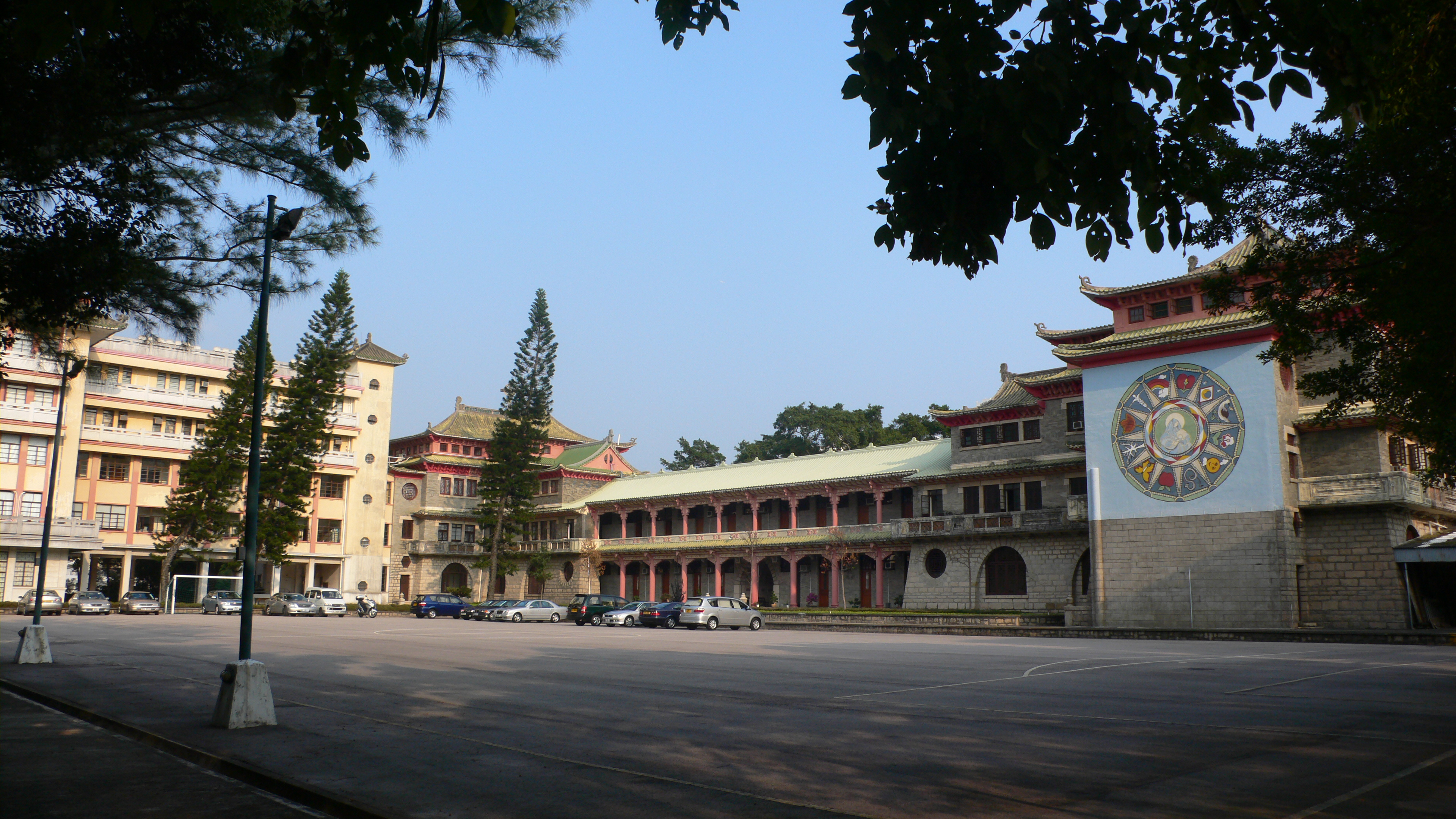
聖神修院南樓及神哲學新廈

### 南樓
南樓的設計是以中國宮廷建築主體，糅合意大利的建築藝術元素，設計上原先是四合院的形式。在建築總修院時，聖伯多祿工程處先行負責興建華南總修院的全部費用，但由於1930年代的經濟不景導致資金短缺，只能完成計劃中的四合院設計的一部份，即為今日聖神修院之南樓。
南樓的西端向北處原為一面灰白色的牆壁，但於1960年代，修院請來了兩位畫師——分別為對道教有研究的吳格林以及基督徒畫師劉有權。他們在原先灰白色的牆壁繪上了結合中國道家思想以及基督信仰的壁畫。

以前，在圓形的兩旁有兩行直寫的字，左邊的為：「基督傳人基督傳人基督傳人基督傳人」右邊的為：「龍的傳人龍的傳人龍的傳人龍的傳人」這兩行字用作提醒院內的修士們自己所擁有的「中國人」和「基督徒」的雙重身份。但這兩行字後來被新的油漆蓋上，所以牆壁上現在只剩下圓形的構圖以及淺藍色的底色。

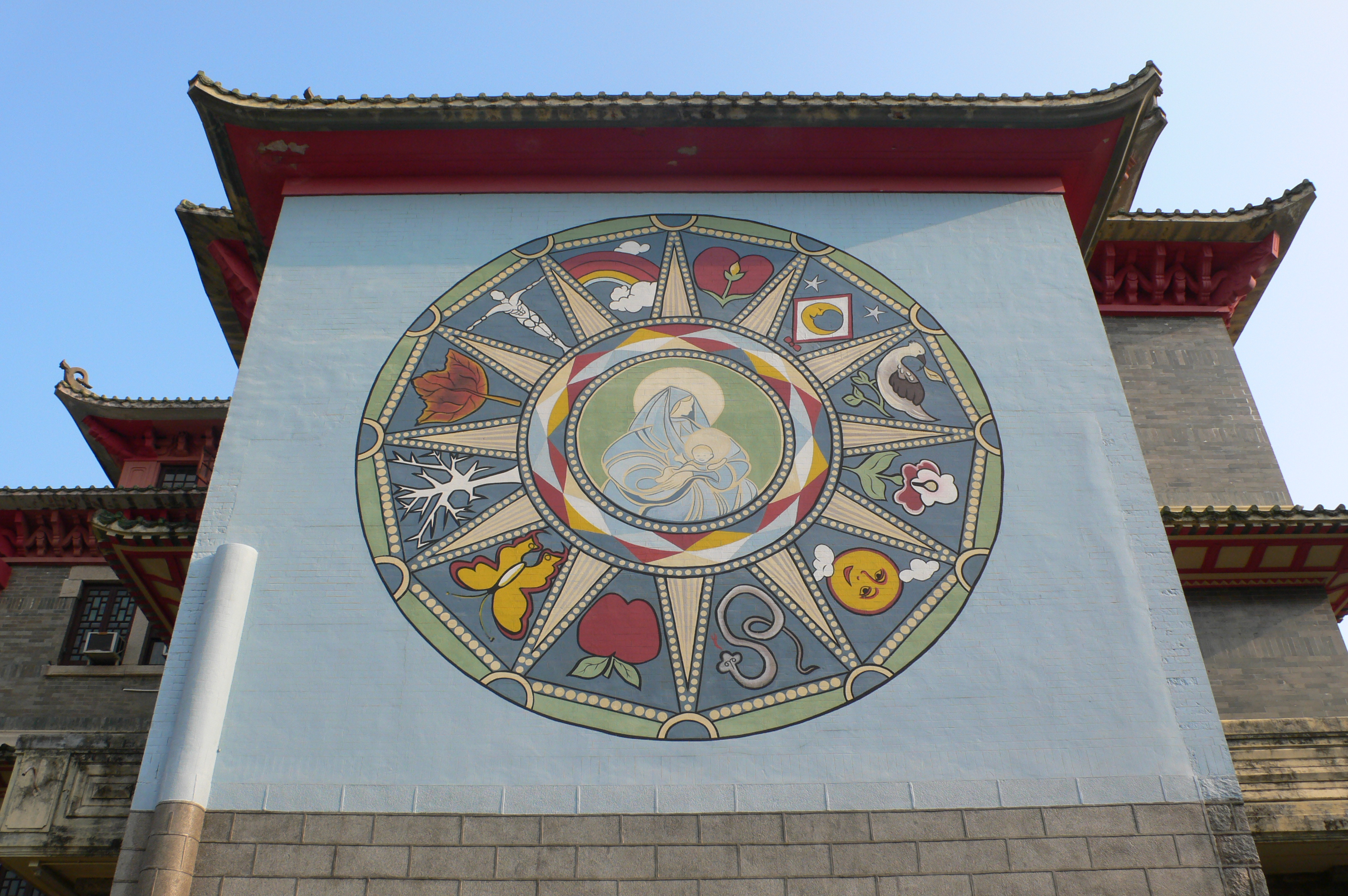
南樓的西端向北處的壁畫

壁畫的構圖為一個分為內外兩層的圓形，內層為抱著聖嬰耶穌的聖母，外層的十二等份合成一圓，代表著月復月，年復年，並有著中央的耶穌基督帶領。外層的十二等份，除了象徵著一年中的十二個月份，也象徵著人生中不同的事物，列表如下：
| 花與果   | 世間的因果循環                     |
| 日月星宿 | 生命於星宿及自然下孕育             |
| 蛇       | 世間的險惡                         |
| 枯枝     | 世間事物的終結                     |
| 楓葉     | 終結前的淒涼和蒼桑                 |
| 鳥       | 正義與和平                         |
| 人       | 完美的創造，伸展雙手代表盡展潛能   |
| 蝴蝶     | 生命短暫而燦爛，所以人應充實生活   |
| 紅心     | 熱血，為建設更美好的人間而努力     |
| 天虹     | 上蒼和人的接觸令人生的色彩表露無遺 |

這幅壁畫在2016年底，更新成現時的「聖神降臨」圖案，反映修院的使命和生活：學術（左下方手持書卷的長者及學生）、愛德服務（中下方的婦女、坐輪椅的長者及孩童）、禮儀（中下方手持彌撒餅酒的神父）及修道團體生活（右下方以歌聲和樂團參與彌撒的三人）。新壁畫亦有不少香港地標，如左上方的獅子山、尖沙咀鐘樓及中式帆船，和右上方的太平山頂和中環景色，象徵修院植根香港社會。右側的聖母無原罪主教座堂圖案，亦象徵修院作為「教區心臟」，與教區的緊密關係。

### 大聖堂

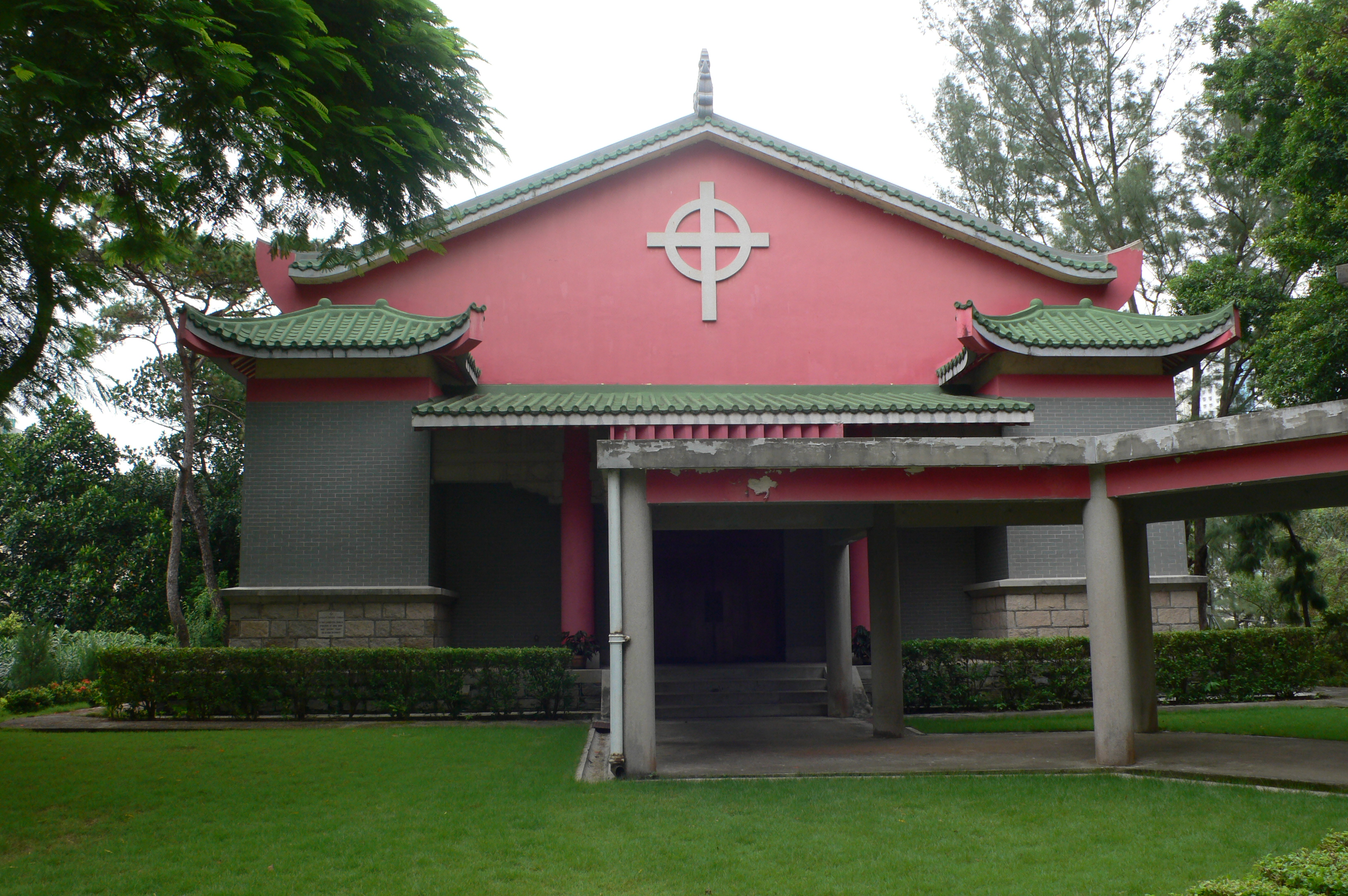
大聖堂

大聖堂於1956年奠基，並於翌年落成，可容納約100人。它位於神哲學新廈之東面，是一採用中式設計的聖堂，祭台上有一四合院「垂花門」式的華蓋，兩側掛有聖母、聖若瑟及十幅天使的馬賽克聖像。
除每天彌撒外，大聖堂也會在神哲學院迎新日、聖召活動等舉行隆重禮儀。「聆風樂禱」亦是在此舉行。
大聖堂之所以被興建，是因為1940年代末期中國大陸政治環境轉變，與華南總修院同期落成的期餘十所總修院均於中華人民共和國成立後的數年間相繼停辦。由於各地修生相繼來港，華南總修院變成了「全國」大修院，高峰期達120位修生。由於舊教堂不敷應用，遂興建一所寬敞的新堂。在梵蒂岡第二次大公會議前，神父亦會在閣樓的小祭台舉行彌撒。

### 神哲學新廈
神哲學新廈於1967年建成，由當時的香港教區主教白英奇主教進行奠基。此廈樓高四層，以中式風格為主配合現代建築風格，緊接著南樓之東端，是為神哲學院的教學場所。神哲學新廈的地下為會議室、二樓為校務處、校長室和教授室的所在；二樓及三樓均有課室，而頂層則為聖神研究中心。
神哲學新廈的二樓設有小聖堂，同樣是中式設計，以往在祭台兩側掛有「力行仁愛、實踐真理」的一對書法，但近年已改成聖伯多祿及聖保祿的聖像。每逢上課日，學生會在此舉行彌撒及晚禱。

### 其他建築

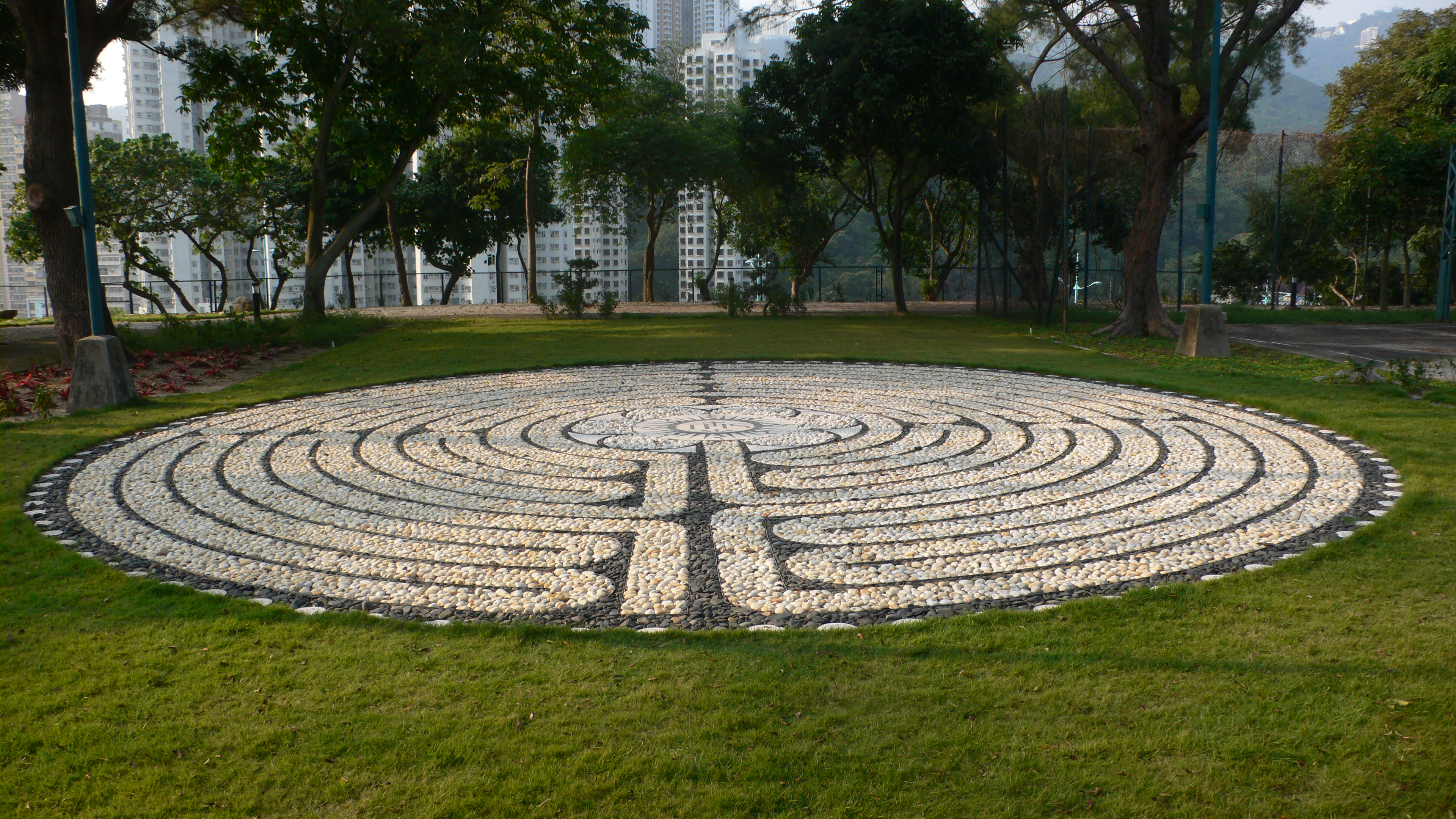
用作默想的明陣

聖神修院有其他小形的建築，包括供有露德聖母及聖伯爾納德聖像的聖母山。每逢聖母月和玫瑰月，院中神父、修士們在晚飯後便會齊聚聖母山，恭念玫瑰經。據院中修生說，這座由人手搭建而成的聖母山由一位前身為建築師的修士所設計，以山坡上的石頭建成，內裏作裝飾的貝殼也是在山坡下的海灘撿拾的。
西端亦設有一用卵石砌成，名為「明陣」的設施，可供信徒作靜思默想之用。這種靈修方式於公元七、八世紀起開始在基督宗教的歷史中出現。當時歐洲有不少教堂在大門前的地板都設有這種設施，並在十一至十二世紀時非常盛行。後來在啟蒙運動及理性主義抬頭時，這種靈修法開始沒落，到了1970年代才被重新發掘。

## 設施

### 聖神修院圖書館
聖神修院圖書館於1967年正式成立，是一所專科圖書館，藏書約有50,000冊（創館時只有6,000冊），種類以神學、哲学及宗教學為主，每年訂購的期刊則約有200種，以作支援本地神學教育之用。創館時藏書均來自太古樓小修院及華南總修院，以供聖神修院所需；到了1971年，聖神修院圖書館又吸納了公教進行社圖書館的藏書，並把服務擴及聖神修院神哲學院。於創館時只有一層樓的聖神修院圖書館於1998年增至目前的三層樓。地下主要存放中文圖書；二樓收藏西文圖書；而三樓則藏有期刊，另有會議室及溫習室等設施。
聖神修院圖書館於1994年進行電腦化及地方擴展工程。更於1997年安裝了DYNIX圖書館電腦系統（即香港公共圖書館所用的電腦系統），在編目、流通及公共目錄方面進行全面電腦化。讀者亦可以透過該館的電腦設置檢索EIN的聯合目錄，當中所載的圖書資料將有三十萬冊。目錄中的圖書來自以下數所圖書館，包括中國神學研究院圖書館、信義宗神學院圖書館、建道神學院胡慕德紀念圖書館、香港浸信會神學院梁根紀念圖書館、道風山基督教叢林艾香德牧師紀念圖書館、聖公會明華神學院圖書館及播道神學院圖書館。
現時除了學院教授及教會資訊網成員可以免費申請圖書証外，其他人士均需付年費，包括本科生、研究生、校友、神父、執事及修女。天主教教友及一般人士亦可申請圖書証，除了要繳交年費外，並需附上神職人員的介紹信。

### 教區文物室
教區文物室設於聖神修院圖書館三樓，於2006年7月9日由湯漢輔理主教主持開幕祝福禮及開放日，並於同年10月正式開放。教區文物室共有兩個展覽室，第一個用作介紹香港的教區歷史，第二個則介紹梵蒂岡第二次大公會議之前所用的弥撒用品。文物室中的文物大致由五個途徑搜集，分別為：
- 由神職人員及教友提供
- 從被棄置物品中找出
- 在坊間購回
- 於馬鞍山等早期傳教點收集
- 於聖母無原罪主教座堂整理文物時所得

文物室核心小組至2006年7月為止已收集了數千件文物，而其中的一千件己整理入檔。該小組有三十位受過禮儀培育的義工協助整理文物及其檔案。文物中較為特別的有利玛窦與明朝皇帝的通訊（《正教奉褒》及《正教奉傳》）、教宗保祿六世於1970年訪港時所穿的祭衣、以及徐誠斌主教和胡振中樞機的禮帽和戒指等。
現時教區文物室由香港教區禮儀委員會負責運作。

## 聆風樂禱

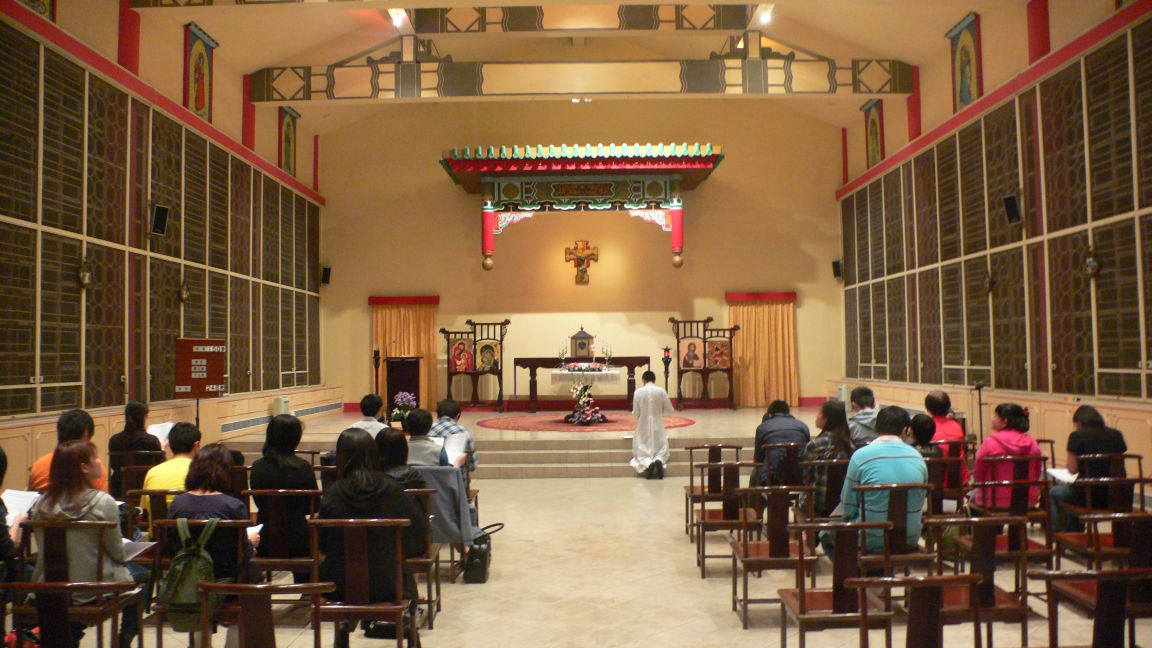
院中修士在大聖堂為即將開始的明供聖體準備（攝於2010年）

聖神修院雖然一般不對外開放，但每月舉辦一次名為「聆風樂禱」的祈禱活動，供教友或公眾人士參加。聆風樂禱的主要內容可以分為「晚餐」、「晚禱／泰澤祈禱」、「主題講座」、和「明供聖體」數個主要部份。
聆風樂禱以晚餐開始，教友可與院中神父及修士共進晚餐。之後到大聖堂參加晚禱或泰澤祈禱，再有每次不同的嘉賓（通常是來自不同修會的神父或修女）作「主題講座」，主題通常圍繞聖人、修道生活及靈修等。講座後開始約一小時的「明供聖體」，教友同時有辦告解的機會。
有興趣成為神父的青年，亦可透過這個活動接觸修院的神父及修生。